# Кутласс
«Кутласс» (англ. Cutlass) — короткометражная драма 2007 года, снятая актрисой Кейт Хадсон по собственному сценарию.
Слоган картины: "Иногда родительские обязанности обходятся недешево" - «Sometimes, parenthood comes with a hefty price tag».

## Сюжет
Девочка Лейси очень любит музыку и однажды находит в магазине потрясающую и удивительно дорогую гитару. Она просит свою мать Робин купить музыкальный инструмент, но женщина отвечает твёрдым отказом. После этого Робин переносится в воспоминаниях в дни своей бурной молодости, когда отец купил ей её первую в жизни машину Oldsmobile Cutlass. Она также вспоминает его слова: «Всё, что делает счастливой тебя, осчастливит и меня». Эта сцена намекает на то, что, возможно, Робин передумала и купит дочери гитару.

## В ролях
- Вирджиния Мэдсен — Робин
- Дакота Фэннинг — Лэйси
- Кристен Стюарт — Робин в юности
- Курт Рассел — отец
- Сара Ремер — Эва
- Брайан Хукс — Лерой, механик
- Чеви Чейз — Стэн
- Итан Сапли — Брюс
- Стив Джонс — Джонси

А также Декс Шепард и Майкл Розенбаум.

## Музыка
В фильме была использована следующая музыка: «Street Rat» (из репертуара Humble Pie), «M’Lady» (из репертуара Sly & The Family Stone), «Higher Plane» (из репертуара Kool & the Gang), «I Know No Pardon» и «Maureen» (из репертуара Vetiver).